# Lijst van fractievoorzitters van GroenLinks in de Eerste Kamer
Hieronder staat een lijst van fractievoorzitters van GroenLinks in de Eerste Kamer. De fractie van het GroenLinks in de Eerste Kamer heeft in totaal zes verschillende voorzitters gehad.
| Periode   | Geboortedatum     | Fractievoorzitter | Lid van voorlopende partij |
| --------- | ----------------- | ----------------- | -------------------------- |
| 1989-1991 | 18 september 1958 | Fenna Bolding     | CPN                        |
| 1991-2002 | 13 januari 1938   | Wim de Boer       | PPR                        |
| 2002-2006 | 24 oktober 1959   | Diana de Wolff    |                            |
| 2006-2015 | 19 mei 1957       | Tof Thissen       | PSP                        |
| 2015-2019 | 28 september 1961 | Tineke Strik      |                            |
| 2019-2023 | 11 mei 1956       | Paul Rosenmöller  |                            |